# Bagienica
Bagienica – wieś w Polsce, położona w województwie kujawsko-pomorskim, w powiecie tucholskim, w gminie Gostycyn.
Okupację niemiecką Bagienicy zakończyło 29 stycznia 1945 roku zajęcie miejscowości przez wojska 70 Armii 1 Frontu Białoruskiego Armii Czerwonej.
W latach 1975–1998 miejscowość administracyjnie należała do województwa bydgoskiego. Według Narodowego Spisu Powszechnego (III 2011 r.) liczyła 289 mieszkańców. Jest siódmą co do wielkości miejscowością gminy Gostycyn.